# Die 4 Holterbuam
Die 4 Holterbuam war eine österreichische volkstümliche Musikgruppe aus Maria Lankowitz in Weststeiermark.

## Auszeichnungen
- 2008 – Platz 3 beim österreichischen Vorentscheid, zusammen mit den Mayrhofnern beim Grand Prix der Volksmusik 2008.

## Diskografie (Auszug)
- 1984 – Wenn die Steirerbuam jodeln
- 1986 – Im Jagastüberl
- 1988 – Echt Steirisch
- 1990 – Mitzi, kannst du jodeln?
- 1992 – A Glatzerl, jo a Glatzerl
- 1994 – A urige Musi (10 Jahre)
- 1996 – Dos olte Bauernhaus
- 1997 – Jodel auf der Alm
- 1998 – Ihre Hits
- 1999 – 15 Jahre auf der Bühne
- 2001 – Holtis Zeit (Single)
- 2003 – Typisch steirisch, typisch Holterbuam
- 2004 – Besinnliches zu Weihnachten (Single)
- 2005 – Dila Dala ....
- 2008 – Volksmusik sie lebt
- 2008 – Tiroler-Steirer Musimix (Single)
- 2008 – Tiroler-Steirer Musimix (und Die Mayrhofner)
- 2009 – Wir sagen Danke